# Аппакова Даржія Сейфуллівна
Даржія Сейфуллівна (Дарина Семенівна) Аппакова (14 березня 1898, с. Байгулово, Казанська губернія — 28 травня 1948, Казань) — татарська радянська письменниця, драматургиня, журналістка.

## Біографія
Дочка селянина-бідняка. З хрещених татар. Закінчила центральну хрещено-татарську школу в Казані. Отримала спеціальність педагога. У 1914—1919 вчителювала, працювала кореспондентом газети «Кизил Алям» («Червоний Прапор», 1919—1925).
У 1922—1923 навчалася у драматичній студії при Казанському Великому драматичному театрі, у 1923—1925 виступала на сцені Казанського політвідділу РСЧА.
У 1928—1943 рр. проживала у Середній Азії.
Член Союзу письменників СРСР з 1935 року.

## Творчість
Літературний дебют відбувся в 1932 році в Узбекистані. Основна тема творів: боротьба трудящих Узбекистану і Туркменії за колективізацію («Михнат», 1-2 ч., 1933—1935).
Більшість творів Д. Аппаковой були призначені для дітей та юнацтва.
Оповідання «Мамет і старий Амон» (1934), повість «Люди» (1937) розповідає про важке становище туркменських і циганських дітей до Жовтневої революції. У повісті «Історія маленької Бану» («Кечкенә Бануның тарихи», 1938) показано безпросвітне життя татарських наймитів, зміни в їх побуті після революції.
Автор п'єс і казок для дітей.

## Вибрані твори
Проза
- «Рөстәм»
- «Скрипучі черевички» («Шагырдавыклы башмаклар», збірник, 1948),
- «Оповідання та п'єси» («Хикәяләр һәм пьесалар», 1953),
- «Вибрані твори» (1957). «Історія маленької Бану»

П'єси
- «Тапкыр егет» (1943),
- «Шүрәле» (1944),
- «Бишек җыры» (1946),
- «Кмітливий юнак» (1945, постановка Театр ім. Камала, Казань),
- «Колискова пісня» (1949, постановка татарської трупи Тюгу, Казань),
- «Ільдус» (1947, постановка татарської трупи Тюгу, Казань, 1950)